# Convivenza pacifica
Il concetto di convivenza pacifica fu descritto da Papa Pio XII nell'enciclica Summi Pontificatus la quale indica il programma del suo pontificato (pubblicata il 20 ottobre 1939). La convivenza pacifica non deve essere più solo quello negativo della rinuncia alla violenza ma quello positivo della fratellanza tra gli uomini ed i popoli.